# Jessica Pengelly
Pour les articles homonymes, voir Pengelly.
Jessica Evelyn Pengelly, née le 1er juillet 1991 à Edenvale, est une nageuse sud-africaine et australienne.

## Carrière
Jessica Pengelly est médaillée d'or du 4 x 200 mètres nage libre, médaillée d'argent du 200 mètres brasse, du 200 mètres quatre nages et du 400 mètres quatre nages et médaillée de bronze des 50 et 200 mètres dos aux Jeux africains de 2007 à Alger.
Elle participe ensuite aux Jeux olympiques d'été de 2008 à Pékin, où elle est éliminée en séries du 200 mètres quatre nages et du 400 mètres quatre nages ; elle est la plus jeune nageuse sud-africaine de la délégation.
Elle déménage avec sa famille à Perth en 2010 et prend la nationalité australienne, représentant le pays aux Jeux du Commonwealth de 2014,.